# Garaeus nigra
Garaeus nigra là một loài bướm đêm trong họ Geometridae.